# Anne de Trébizonde (1357-1406)
Pour l’article homonyme, voir Anne de Trébizonde.
Anne de Trébizonde (6 avril 1357 - après le 30 novembre 1406), issue de la maison Comnène, est reine consort de Géorgie par son mariage avec le roi Bagrat V. Elle est la mère de son plus jeune fils, Constantin Ier de Géorgie, qui succède en 1407 à son demi-frère, le roi George VII.

## Famille et fiançailles
Anne est née à Trébizonde le 6 avril 1357, la veille du Vendredi Saint. Elle est la fille aînée de l'empereur Alexis III de Trébizonde et de Théodora Cantacuzène. Elle a deux frères cadets, Basile et Manuel III de Trébizonde, et quatre sœurs cadettes, Eudoxie, Marie et deux autres dont le nom n'est pas connu et qui sont toutes mariées à des dirigeants turkmènes musulmans. Anne a aussi un demi-frère illégitime, Andronic, né de la liaison de son père avec une maîtresse inconnue.
En avril 1362, une délégation comprenant le grand logothète, le scholaris, le sébaste et l'historien Michel Panaretos se rend à Constantinople pour négocier ses fiançailles avec le futur empereur Andronic Paléologue. Pour des raisons inconnues, les fiançailles sont annulées et un autre mari est ensuite choisi pour elle.

## Reine de Géorgie
En juin 1367, à l'âge de 10 ans, elle devient la seconde épouse du roi Bagrat V de Géorgie, également connu sous le nom de Bagrat le Grand. Sa première épouse, Helena, est décédée l'année précédente de la peste bubonique, laissant deux fils. Anne est accompagnée en Géorgie par son père et sa grand-mère paternelle, Irène de Trébizonde.
Anne donne naissance à quatre enfants : 
- Constantin Ier de Géorgie (1369-1411), il succède à son demi-frère, le roi George VII, en 1407,
- David,
- Thamar, épouse d'Élis, prince Katchibadzé,
- Olympia, épouse du prince Kakhader VI Chijavadzé.

En novembre 1386, Tbilissi est assiégée et capturée par les forces de Tamerlan ; Anne, ainsi que son mari et son fils sont faits prisonniers. Afin d'obtenir leur libération, le roi Bagrat accepte de devenir musulman et Tamerlan les renvoie en Géorgie avec 20 000 soldats mongols. Cependant, le prince George, le fils aîné de son mari, réussit à détruire complètement l'armée mongole et libère le roi et la reine. Finalement, la famille royale ne se convertit pas à l'Islam, bien que d'autres batailles aient lieu avant que Tamerlan ne permette au royaume de Géorgie de rester chrétien.
Le mari d'Anne meurt en 1393, et elle meurt quelque temps après 1406.